# Jože Bogomir Jan
Jože Bogomir „Bogo“ Jan (* 20. Februar 1944 in Jesenice, Jugoslawien; † 10. März 2018 in Radovljica, Slowenien) war ein jugoslawischer Eishockeyspieler, der seine gesamte Karriere für den HK Jesenice spielte und an drei Olympischen Winterspielen teilnahm. Seine Brüder Ivo und Milan sowie sein Neffe Ivo junior waren ebenfalls erfolgreiche Eishockeyspieler.

## Karriere
Bogo Jan, der als Jugendlicher im Sommer Fußball und im Winter Eishockey spielte, verbrachte seine gesamte Karriere beim HK Jesenice aus seiner slowenischen Geburtsstadt, bei dem er zunächst als Stürmer eingesetzt wurde, später aber als Verteidiger spielte. Mit dem dominierenden jugoslawischen Klub seiner Zeit gewann er bis 1971 diverse nationale Meistertitel. 2007 wurde er gemeinsam mit seinem Bruder Ivo in die Slowenische Eishockey-Ruhmeshalle aufgenommen.

### International

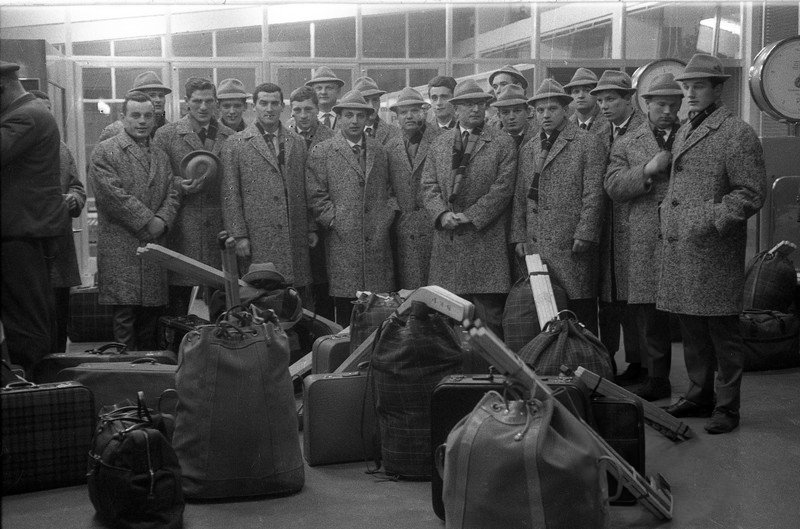
Die jugoslawische Mannschaft bei der B-Weltmeisterschaft 1965 in Finnland.

Bogo Jan wurde zwischen 1961 und 1975 insgesamt 159 mal in der jugoslawischen Nationalmannschaft und erzielte dabei 41 Tore. Er nahm an den Olympischen Winterspielen 1964 in Innsbruck, 1968 in Grenoble und 1972 in Sapporo teil. Der neunte Platz bei den Winterspielen 1968 war die beste Platzierung einer jugoslawischen Mannschaft auf internationaler Ebene. Zudem nahm er ab 1963 an zehn B-Weltmeisterschaften teil. Sein Debüt gab er dabei bei der Weltmeisterschaft 1963, als er der jüngste Spieler seines Teams war. Mit fünf Toren in sechs Spielen war er bester Torschütze seines Teams. Weitere Auftritte bei B-Weltmeisterschaften hatte er unter anderem 1965 und 1967.

## Erfolge und Auszeichnungen
- Vielfacher Jugoslawischer Meister mit dem HK Jesenice
- 2007 Aufnahme in die Slowenische Eishockey-Ruhmeshalle